# Federazione dei Verdi
La Federazione dei Verdi (spesso indicata semplicemente come I Verdi) è stato un partito politico italiano di ispirazione ambientalista, progressista e pacifista, appartenente e fondatore del Partito Verde Europeo.
Fondato agli inizi degli anni 1990, ha concluso la sua attività trentennale il 10 luglio 2021, confluendo nel nuovo soggetto ecologista Europa Verde.

## Storia

### Origini
Le prime formazioni ambientaliste fanno la loro comparsa alle elezioni regionali del 1985, in cui, pur prive di organizzazione comune, si presentano in 11 regioni con lo stesso simbolo del "Sole che ride" e la denominazione di "Lista Verde". Questo progetto sfocia, l'anno seguente, nel raggruppamento di tali movimenti ambientalisti ed ecologisti in un unico soggetto politico, che vede la nascita il 16 novembre 1986 a Finale Ligure, noto come Federazione delle Liste Verdi.
Qui per la prima volta si uniscono diversi apporti in un'unica formazione, con uno statuto comune, un regolamento e degli organi esecutivi. Viene ufficializzato il simbolo del Sole che ride. Questo simbolo era stato creato dal movimento anti-nucleare danese, il Partito Radicale ne aveva acquistato i  diritti per l'Italia nel 1977, e ne aveva concesso l'uso ai Verdi.
I Verdi si presentano per la prima volta ad una competizione politica nazionale in occasione delle elezioni politiche del 1987, ottenendo il 2,5% alla Camera (dove eleggono 13 deputati) e il 2% al Senato (dove eleggono 1 senatore). Il primo capogruppo dei Verdi alla Camera diventa Gianni Mattioli, leader delle battaglie antinucleariste.
I Verdi cominciano a radicarsi sul territorio, a svolgere la loro azione parlamentare e si ripresentano agli elettori in occasione delle elezioni europee del 1989, come "Lista Verde - Verdi Europa": il risultato è in ascesa, la federazione ottiene il 3,8% eleggendo tre europarlamentari (Alexander Langer, Gianfranco Amendola ed Enrico Falqui). Nel frattempo, tuttavia, si coordina un nuovo movimento verde, i Verdi Arcobaleno, che alle medesime elezioni del 1989, conquista il 2,4% eleggendo Maria Adelaide Aglietta e Virginio Bettini al Parlamento europeo.
Nel 1990, Maurizio Lupi abbandona la Federazione delle Liste Verdi, denunciando un'eccessiva radicalizzazione a sinistra del partito. Qualche mese più tardi Lupi fonderà i Verdi Verdi. Quello stesso anno si votano tre referendum promossi dai Verdi e altre forze politiche per la messa al bando della caccia, per abolire il diritto dei cacciatori di accedere ai fondi altrui e per limitare l'utilizzo dei pesticidi nell'agricoltura. Nessuno dei 3 referendum vede raggiunto il quorum.
Fin dagli inizi, il partito dei Verdi, e più in generale il movimento ecologista italiano, risulta diviso in due anime: quella "prepolitica", protezionisti della natura, animalisti, pacifisti, boyscout, ecc., concentrati prevalentemente sulle battaglie di difesa e conservazione della Natura, e quella invece più politicizzata riconducibile alla sinistra extra-parlamentare e rivoluzionaria, che vedeva nell'ambientalismo una nuova forma che stava assumendo la sinistra, e quindi un volano anche per altre battaglie parallele.

### Fondazione
La Federazione dei Verdi, così come conosciuta attualmente, nasce il 9 dicembre 1990 con l'unificazione tra la Federazione delle Liste Verdi e i Verdi Arcobaleno, avvenuta nel corso di un'assemblea nazionale tenuta a Castrocaro. Il simbolo che si dà il nuovo partito è sempre il "sole che ride" e il nuovo soggetto politico si chiama "Federazione dei Verdi" o, semplicemente, "Verdi".
In una prima fase il partito è diretto da un organo collegiale, un gruppo di coordinamento composto da 11 persone. A giugno del 1991 esce il primo numero di Notizie Verdi, settimanale del partito che, dal 1993, diventerà quindicinale.
Agli inizi del 1992 la corrente federalista del partito, già contraria alla fusione con i Verdi Arcobaleno, abbandona la Federazione e dà vita ai Verdi Federalisti.
Il primo banco di prova nazionale sono le elezioni politiche del 1992, dove i Verdi ottengono il 2,8% alla Camera e il 3,1% al Senato, eleggendo 16 deputati e 4 senatori.

### Ripa di Meana, sinistra riformista
Nel marzo 1993, Carlo Ripa di Meana viene eletto portavoce nazionale dei Verdi, proprio nei giorni in cui i governi italiani fondati sui partiti tradizionali cominciavano ad andare in crisi e il sistema politico si avviava a dichiarare conclusa l'esperienza della cosiddetta "Prima Repubblica". Infatti nelle elezioni politiche del 1994 viene introdotto il sistema maggioritario e la predisposizione dei partiti ad aggregarsi in coalizioni: i Verdi si schierano a sinistra aderendo all'Alleanza dei Progressisti insieme al PDS, a Rifondazione Comunista e ad altri movimenti minori, tra cui La Rete e Alleanza Democratica. Il partito ottiene il 2,7% elegge soltanto 11 deputati e 7 senatori in sede maggioritaria, in quanto non supera lo sbarramento del 4% previsto dalla nuova legge elettorale.
La coalizione di sinistra, in ogni caso, esce sconfitta. A prevalere è il nascente centrodestra guidato da Silvio Berlusconi. Pochi mesi più tardi, alle elezioni europee, i Verdi conquistano il 3,2% riconfermando i 3 seggi al Parlamento europeo, con l'elezione del portavoce Ripa di Meana e le conferme di Maria Adelaide Aglietta e Alexander Langer, alla cui scomparsa subentra Gianni Tamino.

### Governo Prodi I, Governo D'Alema e Manconi portavoce
Nel 1995, nell'assemblea nazionale di Forte dei Marmi, Carlo Ripa di Meana viene riconfermato portavoce nazionale e poco tempo dopo parte la prima campagna di adesione ai Verdi. L'appuntamento elettorale più importante è quello delle elezioni politiche del 1996, tenute in anticipo perché il Governo Berlusconi era stato sfiduciato e successivamente era entrato in carica un governo tecnico. Comincia l'era del bipolarismo in Italia, con la nascita di due coalizioni di centro-sinistra e centro-destra.
I Verdi sono fondatori dell'alleanza di centrosinistra, denominata L'Ulivo e guidata da Romano Prodi, che vince le elezioni e forma il suo primo Governo. Il partito del "sole che ride" raggiunge il suo miglior risultato, in termini di seggi parlamentari: 14 deputati e 14 senatori, avendo conquistato nella quota proporzionale della Camera il 2,5%. I Verdi, per la prima volta, entrano a far parte di un Governo nazionale, esprimendo il Ministro dell'Ambiente Edoardo Ronchi e 4 sottosegretari. Mentre il governo comincia a lavorare, riprende l'attività interna del partito. A novembre del 1996 si svolge la XXI assemblea dei Verdi, durante la quale viene eletto Luigi Manconi come nuovo portavoce al posto di Carlo Ripa di Meana, che lascia dopo tre anni e mezzo.
Nel frattempo, il governo dell'Ulivo è caratterizzato da momenti di instabilità: Prodi viene sfiduciato e, tra il 1998 e il 1999, vengono costituiti due nuovi governi guidati da Massimo D'Alema, nei quali viene mantenuta, in ogni caso, la rappresentanza verde attraverso Ronchi al dicastero dell'Ambiente a cui si aggiunge l'indipendente, su indicazione dei Verdi, Laura Balbo, sociologa, alle Pari Opportunità.
A marzo del 1999 la nuova assemblea dei Verdi, tenuta a Montecatini Terme, riconferma Manconi alla carica di portavoce nazionale. Manconi, tuttavia, si dimette subito dopo le elezioni europee di giugno, in seguito al risultato non soddisfacente dell'1,8% conseguito dal partito con la conseguente perdita di un seggio al Parlamento europeo: i posti a Strasburgo passano da 3 a 2, con l'elezione dell'etologo Giorgio Celli e del famoso alpinista Reinhold Messner.

### Grazia Francescato: una voce delle associazioni ambientaliste storiche

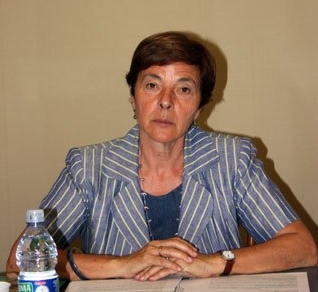
Grazia Francescato

Pertanto, il partito convoca un'assemblea straordinaria, che si svolge a Roma il 23 e il 24 luglio 1999, con l'obiettivo di avviare un processo di rinnovamento, eleggendo un comitato promotore e affidando la guida a Grazia Francescato, già portavoce del WWF International e per molti anni presidente del WWF Italia.
Grazia Francescato diventa presidente federale dei Verdi con l'assemblea costituente del 21-23 gennaio 2000, tenuta a Chianciano Terme, nella quale viene eletto anche un esecutivo nazionale. Ad aprile del 2000, con la nascita del nuovo Governo Amato, Alfonso Pecoraro Scanio viene nominato ministro delle Politiche Agricole e Gianni Francesco Mattioli ministro delle Politiche Comunitarie che, insieme a 2 sottosegretari, rappresentano i Verdi nell'esecutivo. In realtà Edo Ronchi viene nominato ministro delle Politiche Comunitarie ma rifiuta l'incarico prima del giuramento in polemica con il partito per non essere stato riconfermato al Ministero dell'Ambiente.
Alle elezioni politiche del 2001, i Verdi si ripresentano sempre in alleanza col centrosinistra che stavolta candida alla premiership Francesco Rutelli, tra l'altro un ex verde che guidò il coordinamento nazionale pre-costitutivo nel 1992. Nella quota proporzionale della Camera, i Verdi - per ovviare al "problema" dello sbarramento del 4% - formano una lista unitaria denominata Il Girasole insieme allo SDI, la quale, tuttavia, si rivela un forte insuccesso, in quanto raggiunge complessivamente soltanto il 2,2%.
I Verdi eleggono 8 deputati e 9 senatori, ma il centrosinistra perde le elezioni, nelle quali prevale invece il rinnovato centrodestra di Berlusconi.

### Presidenza di Pecoraro Scanio: una sinistra ecologista e pacifista

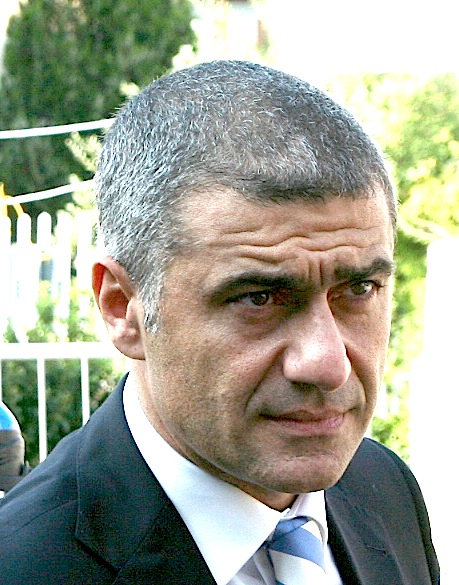
Alfonso Pecoraro Scanio

Dopo il flop elettorale, dal 30 novembre al 2 dicembre 2001 la nuova assemblea nazionale di Chianciano Terme pone fine al processo costituente ed elegge un nuovo presidente, il già ministro delle politiche agricole e forestali Alfonso Pecoraro Scanio, insieme ad un nuovo esecutivo nazionale.
I Verdi guidati da Pecoraro Scanio si caratterizzano per un ritorno ad una politica più fortemente legata ai temi della difesa dell'ambiente, della salute dei cittadini, dei diritti e della pace. La battaglia contro gli organismi geneticamente modificati (OGM), la proposta per la messa in sicurezza del territorio italiano, le azioni per lo sviluppo delle energie rinnovabili sono solo alcune delle linee più rilevanti di questo nuovo corso.
Nel 2002 i Verdi promuovono 4 referendum per l'estensione dell'articolo 18 dello Statuto ai Lavoratori ai dipendenti delle aziende più piccole (insieme a Rifondazione Comunista), contro l'obbligo per i proprietari terrieri di far passare le condutture elettriche sui loro terreni, i residui tossici negli alimenti e la possibilità d'incentivare con premi in denaro la costruzione di nuovi inceneritori. Solo i primi 2 vengono ammessi dalla Corte costituzionale e si svolgono l'anno successivo: entrambi i referendum si riveleranno invalidi per il mancato raggiungimento del quorum.
Fortemente significativo è il cambiamento di simbolo del partito, che nel corso del 2004 inserisce nella mezza luna inferiore l'inscrizione "per la Pace" e i colori dell'arcobaleno del movimento pacifista, cambiamento che avviene all'indomani dell'intervento militare in Iraq. Pecoraro Scanio è anche il responsabile della nuova collocazione del partito nell'area della sinistra italiana, abbandonando così le precedenti posizioni moderate. Ciò provoca l'abbandono di esponenti e simpatizzanti moderati che aderiscono alla Margherita, ai Democratici di Sinistra (come l'ex portavoce Manconi).
Il primo nuovo banco di prova elettorale sono le elezioni europee del 2004: i Verdi tornano a percentuali più consistenti, conquistano il 2,5% eleggendo due parlamentari europei, Monica Frassoni (tra l'altro presidente del gruppo parlamentare Verdi/ALE) e Sepp Kusstatscher, rappresentante dei Verdi altoatesini. Lo stesso giorno si vota anche per le amministrative in occasione delle quali i Verdi si presentano nelle liste dell'Ulivo in quasi tutte le province, riuscendo ad eleggere presidente della provincia di Napoli l'esponente verde Riccardo Di Palma.
Dal 23 luglio 2004 viene istituito il settore di iniziativa "Giovani Verdi: politiche giovanili e studentesche". Intanto la coalizione di centrosinistra si rinnova, si apre a nuovi contributi ed assume la denominazione di "L'Unione" nel febbraio 2005, di cui i Verdi fanno parte come soggetti fondatori, riaffidando la leadership a Romano Prodi in vista delle elezioni politiche dell'anno seguente.
L'Unione si presenta per la prima volta alle elezioni regionali del 2005: in questa occasione, i Verdi, nelle 14 regioni chiamate al voto, raggiungono una percentuale media del 2,8%. Nel frattempo, Prodi rilancia l'organizzazione di elezioni primarie per scegliere il candidato premier, per avere una forma di legittimazione popolare e basandosi prevalentemente sul modello americano. Le primarie si svolgono il 16 ottobre 2005 con sette candidati: i Verdi sostengono la candidatura del loro segretario nazionale, Alfonso Pecoraro Scanio, che arriva al quinto posto con il 2,2% dei voti, alle spalle di Romano Prodi, Fausto Bertinotti, Clemente Mastella e Antonio Di Pietro.
Si preparano, dunque, le elezioni politiche del 2006: cambia la legge elettorale, si torna ad un sistema proporzionale con premio di maggioranza. I Verdi, sempre all'interno del centrosinistra, presentano una propria lista autonoma alla Camera ed un cartello elettorale denominato "Insieme con l'Unione" al Senato, insieme ai Comunisti Italiani e al piccolo movimento dei Consumatori Uniti.

### Governo Prodi II
Si svolgono le elezioni. Il centrosinistra vince per poche decine di migliaia di voti alla Camera dei deputati, dove ottiene il 49,81% dei consensi contro il 49,74% della CdL. Al Senato, si rivela determinante il voto della circoscrizione Estero, che consente all'Unione di ottenere la maggioranza.
Alla Camera, la lista dei Verdi raccoglie 783.000 voti (il 2,1%), a sostanziale conferma dei voti conquistati nelle altre recenti consultazioni elettorali. Il partito elegge, così, 16 deputati, uno dei quali nella circoscrizione estera. Al Senato, la lista Verdi-PdCI-Cons.Uniti raccoglie invece 1,4 milioni di voti (il 4,2%) superando in molti casi gli sbarramenti regionali del 3% ed eleggendo 11 senatori (6 in quota Verdi e 5 fra i Comunisti Italiani). Angelo Bonelli è il nuovo capogruppo a Montecitorio.
Nasce il secondo Governo Prodi: Pecoraro Scanio viene nominato Ministro dell'Ambiente, Paolo Cento è sottosegretario all'Economia, Stefano Boco sottosegretario alle Politiche Agricole. Nella legge finanziaria per il 2007 vengono introdotte alcune misure chieste dai Verdi come l'aumento dei fondi per la lotta ai cambiamenti climatici e niente aumento del bollo sulle auto a metano per incentivarne l'acquisto. Nel gennaio 2007 subiscono una piccola scissione: nascono gli Ecologisti per l'Ulivo con l'intento di partecipare alla costruzione del Partito Democratico. Tra le adesioni, quelle di Gianni Mattioli e di Massimo Scalia; la formazione vede, inoltre, l'adesione di due consiglieri regionali in Emilia-Romagna.

### La Sinistra l'Arcobaleno, Grazia Francescato e Sinistra e Libertà
Nel 2007 i Verdi aderiscono al progetto la Sinistra l'Arcobaleno, che li porta a costituire un cartello elettorale per le elezioni politiche del 2008 insieme ai partiti che si collocano a sinistra del Partito Democratico, che corre solitario alle elezioni, ossia Rifondazione Comunista, i Comunisti Italiani e Sinistra Democratica. L'insuccesso elettorale del cartello, che non riesce ad eleggere nessun parlamentare (complessivamente ottiene appena il 3% dei voti), porta alle dimissioni di Alfonso Pecoraro Scanio da presidente dei Verdi e alla convocazione di un congresso straordinario.
Il congresso si svolge a luglio 2008, a Chianciano Terme, nel quale viene nominata portavoce nazionale Grazia Francescato, che torna alla guida del partito con il consenso del 60% dei delegati, individuata come figura di garanzia per dirigere il partito verso l'appuntamento elettorale europeo del 2009. Su un altro versante c'era la minoranza guidata da Marco Boato che premeva per un cambiamento di rotta e per una più stretta alleanza dei Verdi con il PD, a cui è andato il 22% dei voti (111 su 530).
Il principale nodo di discussione restano le future alleanze: c'è chi sostiene il progetto di un partito che raccolga le varie anime della Sinistra e chi vorrebbe collaborare con il Partito Democratico uscendo così dall'area della sinistra comunista, ribadendo che i Verdi sono stati fra i fondatori dell'Ulivo. C'è infine un'area che preme perché i Verdi tornino, all'interno di un'alleanza di Centro-Sinistra, a giocare un ruolo autonomo, sostenendo l'irriducibilità dell'ecologismo ad altre tradizioni politiche.
Il 25 ottobre 2008 i Verdi erano presenti alla manifestazione 'Salva L'Italia' promossa dal Partito Democratico e svoltasi al Circo Massimo a Roma, segnando così un riavvicinamento al partito guidato da Walter Veltroni.
L'11 ottobre 2008, allo stesso tempo, i Verdi manifestano con gli altri partiti di Sinistra nella loro manifestazione contro il Governo-Berlusconi, mantenendo quindi il loro legame con essi.

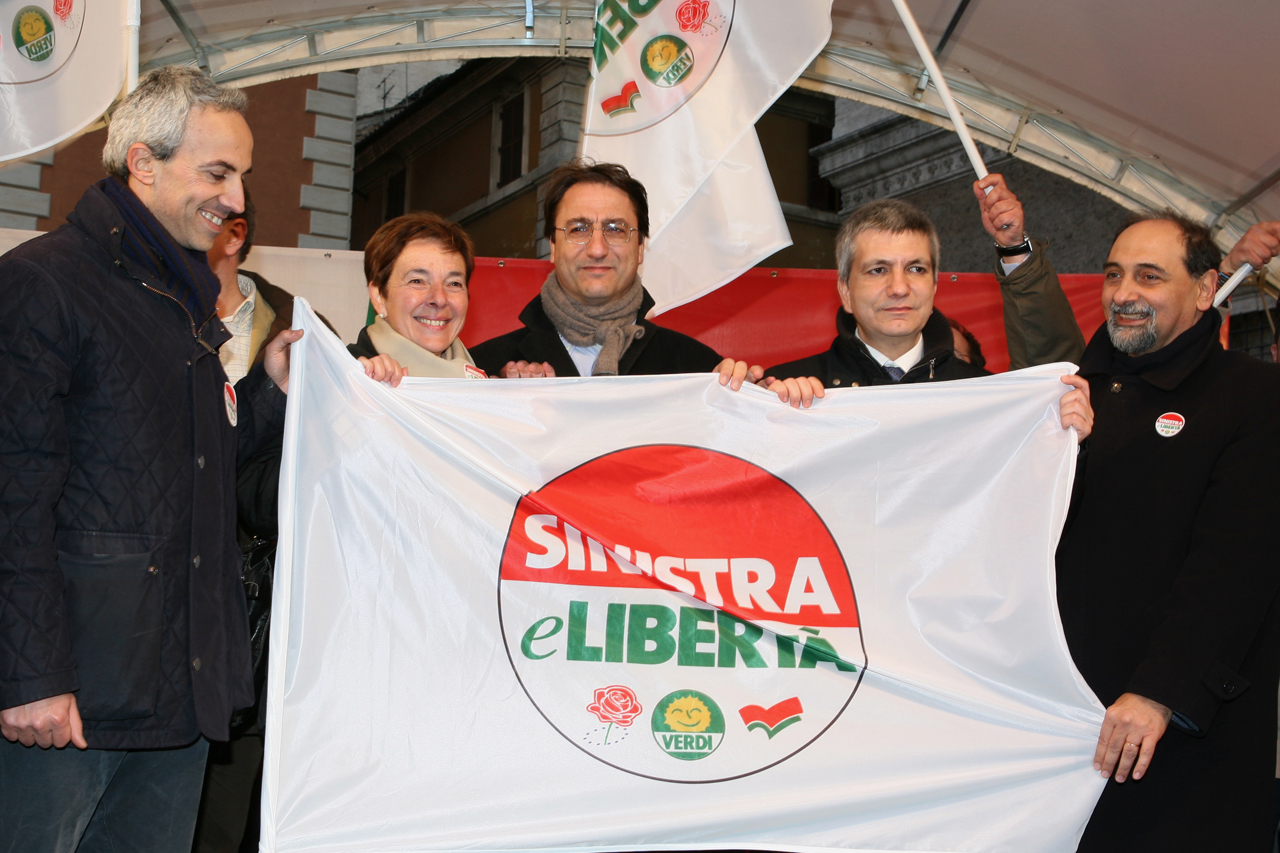
I rappresentanti di Sinistra e Libertà Marco di Lello, Grazia Francescato, Claudio Fava, Nichi Vendola e Umberto Guidoni presentano il simbolo in Piazza Farnese a Roma.

Il 13 dicembre 2008, a Roma, si svolgono contemporaneamente gli Stati Generali dell'Ecologismo, organizzati da una parte del Partito, in testa Angelo Bonelli, e le "Primarie delle idee", atto di nascita dell'Associazione Per la Sinistra, promosse da un'altra area del Partito (in testa Paolo Cento, Loredana De Petris e Paolo Hutter), assieme a Sinistra Democratica, all'area di Rifondazione Comunista che fa capo a Nichi Vendola, a quella dei Comunisti Italiani che fa capo a Katia Belillo, al Nuovo Partito d'Azione ed a varie personalità della Sinistra, in testa Moni Ovadia, assieme a molti comitati per la Sinistra sorti spontaneamente sul territorio. La portavoce Grazia Francescato partecipa ad entrambe le iniziative.
Per le elezioni europee del 2009 la Federazione dei Verdi si presenta nella lista Sinistra e Libertà con il Movimento per la Sinistra, il Partito Socialista, la Sinistra Democratica e Unire la Sinistra. Gli otto candidati verdi (due nel Nord-Ovest, due nel Nord-Est, uno al Centro, tre nel Sud e nessuno nelle Isole) raccolgono complessivamente 82 745 preferenze.

### XXX Assemblea Nazionale e avvio della Costituente Ecologista
Contestualmente alla vittoria di Angelo Bonelli su Loredana De Petris nella XXX assemblea nazionale della Federazione dei Verdi, viene deciso di:
- aprire una fase transitoria di gestione della federazione dei Verdi fino a gennaio 2010;
- congelare a livello nazionale il simbolo del "Sole che ride" e assumere in via provvisoria il simbolo del girasole dei Verdi europei, fino a quando la Costituente Ecologista deciderà quale simbolo scegliere per il nuovo soggetto politico ecologista, fatta salva l'autonomia dei livelli regionali e locali di decidere quale simbolo presentare, in base al principio federalista;
- eleggere in questa sede due persone, una donna e un uomo, con funzioni di portavoce nazionali e con il compito di:

1. promuovere un tavolo permanente nazionale di confronto tra tutti i soggetti ecologisti interessati (associazioni, movimenti politici, comitati, ecc.);
2. compiere una seria ricognizione della situazione economica dei Verdi e predisporre un piano di utilizzo delle risorse per favorire il nuovo percorso della Costituente Ecologista, che ne preveda la destinazione per 1/3 per al livello nazionale, 1/3 ai livelli regionali, 1/3 da destinare ad azioni legate all'ambiente e ai diritti, promosse dalle associazioni;
3. compiere una verifica dell'utilizzo dei contributo pubblico per l'editoria in rapporto alla finalità della Costituente Ecologista;
4. lanciare una forte campagna di auto-finanziamento.[33]

In seguito l'Esecutivo della Federazione decide per il ritiro immediato dei rappresentanti dal coordinamento nazionale e dagli eventuali organismi di Sinistra e Libertà a tutti i livelli, laddove istituiti.
L'8 novembre 2009 si svolge a Roma, presso il Cinema/Auditorium in Via Rieti, 11, l'Assemblea nazionale costitutiva dell'Associazione Ecologisti. L'Assemblea, di fatto una scissione, vedrà partecipanti: Loredana De Petris, Grazia Francescato, Filiberto Zaratti, Paolo Cento, Michele Ragosta, Mario Lupi, Fabio Roggiolani, Riccardo Di Palma, Marco Lion, e sancirà l'ingresso di questa Associazione come componente ecologista di Sinistra e Libertà.

### Ascesa e fine di Ecologisti e Reti Civiche - Verdi Europei
Come aveva proposto Bonelli al momento della sua elezione al vertice dei Verdi, il 24 settembre 2010 viene lanciato l'appello Io cambio! col quale i Verdi si avviano verso la formazione di un nuovo soggetto ecologista, sulla scia del francese Europa Ecologia, in grado di raggruppare varie formazioni ambientaliste. Per Bonelli così «si avvia il processo di superamento della Federazione dei Verdi per lavorare insieme ai sottoscrittori dell'appello per la costituente ecologista».
Il 15 e 16 ottobre 2010 ha avuto luogo a Bologna il I meeting dei firmatari dell'appello della costituente ecologista.
Nel 2010 il partito dei Verdi si presenta con proprie liste alle elezioni regionali del 2010 in sostegno dei candidati del centrosinistra. I Verdi riescono ad eleggere 4 consiglieri regionali: nelle Marche viene eletto Adriano Cardogna, in Emilia-Romagna Gabriella Meo, in Toscana Mauro Romanelli (passato poi a SEL) ed, infine, nel Lazio viene eletto consigliere il leader nazionale del partito Angelo Bonelli. Nell'agosto 2011 si registra la scissione promossa dall'associazione degli ambientalisti del buongoverno dell'ex assessore regionale calabrese Diego Tommasi: nasce così Alleanza Ecologica per l'Italia, di cui diviene segretario nazionale l'ex deputato verde Camillo Piazza, esponente di Alleanza per l'Italia.
La federazione ecologista si concretizza il 29 e 30 ottobre 2011, quando hanno luogo le primarie per la scelta del simbolo: al progetto aderiscono, oltre alla Federazione dei Verdi, l'appello Abbiamo un sogno, la Costituente ecologista e i Sindaci della buona amministrazione. Il movimento, denominato "Ecologisti e Reti Civiche - Verdi Europei", viene lanciato ufficialmente i successivi 26 e 27 novembre, presso il Teatro Vittoria di Roma.
Il 5 febbraio 2012 alcuni sindaci e personalità politiche NO TAV della Val di Susa abbandonano il Partito Democratico per passare agli Ecologisti e Reti civiche.
Alle elezioni amministrative del 2012 gli Ecologisti e Civici si presentano solo in alcuni comuni. Lo stesso leader dei Verdi, Angelo Bonelli, si candida a sindaco di Taranto, facendosi promotore di una rigorosa politica di risanamento ecologico (in seguito al danni ambientali prodotti dalle Acciaierie di Taranto); Bonelli, ottenuto il sostegno di diverse liste civiche, raccoglie il 12% dei voti, piazzandosi al terzo posto dietro al Sindaco uscente Ippazio Stefàno, del centro-sinistra, e Mario Cito, appoggiato da alcune formazioni locali. Bonelli risulta comunque eletto consigliere comunale a Taranto, ove è capogruppo fino alle dimissioni, avvenute nel 2016. La coalizione raggiunge poi significativi risultati a Abbiategrasso (con Domenico Finiguerra, 26,7%) e a Grugliasco (con Mariano Turigliatto, 21,5%).
Sempre nel 2012, i Verdi promuovono una campagna referendaria per l'abolizione della riforma Fornero in materia di licenziamenti e per abrogare l'articolo 8 della finanziaria per il 2011, che consente alle aziende di derogare i contratti collettivi nazionali con aziendali o territoriali. I quesiti referendari verranno tuttavia dichiarati inammissibili dalla Cassazione.
In vista delle elezioni politiche del 2013, gli Ecologisti e reti civiche lanciano un appello, l'Alleanza per i beni comuni, volta ad attirare l'attenzione di altri movimenti civici ed ecologici, contro la «deriva mercatista della democrazia» e alle politiche economico-sociali attuate dal Governo Monti. La Federazione dei Verdi decide così di prendere parte a Rivoluzione Civile, lista elettorale guidata dal magistrato Antonio Ingroia, insieme a Rifondazione Comunista, Partito dei Comunisti Italiani, Italia dei Valori, Movimento Arancione di Luigi de Magistris e dal Nuovo Partito d'Azione. Rivoluzione Civile conquista però un magro risultato, fermandosi al 2,2% alla Camera e all'1,8% al Senato, non riuscendo così ad eleggere alcun candidato al Parlamento. La Federazione registra inoltre la defezione dei Verdi del Sudtirolo, che rifiutano la confluenza nella “lista Ingroia” e presentano i loro candidati in Sinistra Ecologia e Libertà, riuscendo (a differenza dei Verdi “nazionali”) a eleggere un deputato.
Le politiche del 2013 segnano la conclusione del raggruppamento. Il 4 maggio 2013, l'Assemblea federale nazionale, prendendo atto dell'insufficiente radicamento territoriale della formazione, dichiarerà conclusa l'esperienza degli "Eco-civici e Verdi europei".

### Elezioni europee e regionali sarde del 2014
In occasione delle elezioni regionali in Sardegna del 2014 i Verdi si presentano con l'Italia dei Valori in una lista unitaria che appoggia il candidato del centro-sinistra l'ex assessore regionale Francesco Pigliaru, ottenendo alla tornata elettorale l'1,10% e contribuendo ad eleggere un esponente dell'IdV.
Il 16 aprile 2014 il partito ha presentato le liste per le elezioni europee del 25 maggio insieme a Green Italia, con il simbolo Verdi Europei - Green Italia.
La lista ottiene 250.102 voti, pari allo 0,91%, insufficienti ad ottenere seggi al Parlamento europeo. Alle amministrative invece ad Urbino ha avuto un'alleanza post-elettorale col centrodestra uscito vincitore.

### Elezioni regionali del 2015 e sostegno ai referendum ambientalisti di Possibile e Covatta portavoce nazionale
Alle elezioni regionali del 2015 i Verdi decidono di presentarsi in Campania a sostegno di Vincenzo De Luca con capolista nella civica Davvero Verdi, Eleonora Brigliadori. Qui ottengono l'1,1% ed un seggio. In Puglia si presentano autonomamente ma ricevono solo lo 0,4% del consenso popolare, non ottenendo alcun seggio. In Veneto appoggiano Alessandra Moretti (PD) e formano una lista unica con Sinistra Ecologia Libertà e alcuni espulsi da Rifondazione (Veneto nuovo), che non riesce ad entrare in consiglio regionale. Nelle Marche candidano il democratico Luca Ceriscioli, e con l'Italia dei Valori, Partito Socialista e Scelta Civica formano la lista Uniti per le Marche, e tale lista riesce a far eleggere due suoi rappresentanti nell'assemblea regionale marchigiana.
Nell'estate 2015 i Verdi sostengono la raccolta firme per i referendum promossi dal neonato partito Possibile di Giuseppe Civati contro le trivellazioni entro le 12 miglia dalle coste e dalle aree protette, contro il carattere strategico delle trivellazioni e contro le procedure straordinarie per realizzare le grandi opere. Nel novembre 2015 si tiene il XXXIII congresso della Federazione dei Verdi a Chianciano Terme dove viene eletto come portavoce nazionale l'attore comico Giobbe Covatta con il 98% dei voti.

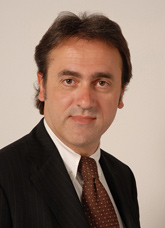
Angelo Bonelli

Da marzo 2017 Giobbe Covatta non ricopre più il ruolo di portavoce nazionale, diventa sponsor. L'esecutivo dei Verdi nomina i Responsabili Nazionali tematici. Coordinatori per l'esecutivo della politica nazionale sono Angelo Bonelli e Fiorella Zabatta. 
Il 10 agosto 2017 si dimette da Responsabile nazionale diritti animali Rinaldo Sidoli e aderisce al Movimento Animalista dell'onorevole Michela Vittoria Brambilla.

### Ritorno in Parlamento
Il 26 gennaio 2015 il senatore Bartolomeo Pepe, ex Movimento 5 Stelle, aderisce alla Federazione dei Verdi diventando il nuovo portavoce all'interno delle istituzioni parlamentari, seguito l'11 giugno 2015 dalla senatrice Paola De Pin, ex Movimento 5 Stelle. I due senatori sono iscritti al gruppo Grandi Autonomie e Libertà. Nel novembre 2015 il senatore Bartolomeo Pepe lascia i Verdi e aderisce al Movimento Base Italia. A gennaio 2016 anche la senatrice Paola De Pin (che aveva aderito al partito il giugno precedente) abbandona i Verdi per dar vita, assieme alla senatrice ex M5S Monica Casaletto, al soggetto politico Euro-Exit.
Il 30 novembre 2016 aderisce ai Verdi la senatrice ex M5S Cristina De Pietro (che forma la componente FdV nel gruppo misto), pertanto il partito torna ad avere una rappresentanza parlamentare al Senato della Repubblica. La De Pietro lascia però il partito nell'ottobre 2017. A novembre il senatore Enrico Buemi forma la componente dei Verdi all'interno del gruppo misto, pur rimanendo nel Partito Socialista.

### Elezioni comunali e referendum costituzionale del 2016
Alle comunali 2016 il partito si presenterà in alleanza col centrosinistra, eccezione fatta per Cagliari e Napoli (coalizione di sinistra) e Bologna (dove corrono in autonomia). I Verdi ottengono buoni consensi soprattutto in Campania, dove ottengono rispettivamente il 3% a Napoli (due seggi), il 5,8% a Salerno (due seggi), il 2,9% a Caserta (un seggio). Ottengono inoltre il 3,1% a Trieste ed un seggio, l'1,5% a Bologna, lo 0,5% a Roma ed infine lo 0,4% a Cagliari. I Verdi sostengono il NO al referendum costituzionale del 2016.

### Amministrative e regionali 2017
In vista delle comunali 2017 i Verdi si sono presentati quasi ovunque in coalizione col Partito Democratico e in vari comuni non capoluogo con il centro.
I risultati ottenuti si sono dimostrati abbastanza bassi: hanno infatti ottenuto lo 0,3% ad Alessandria, il 2% a Como, l'1% a Pistoia, il 4,4% a Taranto e l'1,6% a Palermo.
Alle elezioni regionali siciliane del 5 novembre 2017 il partito sostiene la candidatura a Presidente di Claudio Fava (deputato di MDP e Vicepresidente della Commissione parlamentare antimafia) nell'ambito di una coalizione di sinistra, assieme ad Articolo 1-MDP, Sinistra Italiana, Rifondazione Comunista e Possibile. I Verdi, assieme agli altri partiti schierati a sostegno di Fava, si federano nella lista unitaria Cento Passi per la Sicilia, per ovviare allo sbarramento del 5% previsto dalla legge elettorale siciliana. La lista ottiene il 5,23% ed un solo seggio che spetta allo stesso Claudio Fava.

### Elezioni politiche, regionali e amministrative del 2018
In vista delle imminenti elezioni politiche del 2018, il 14 dicembre 2017 nasce Italia Europa Insieme, lista che federa i Verdi, il PSI e i prodiani di Area Civica in coalizione col PD di Matteo Renzi. I candidati di area verde nei collegi uninominali sono uno alla Camera (Francesco Borrelli) e uno al Senato (Angelo Bonelli). Nessuno dei due viene eletto e la lista si fermerà allo 0,6%. Poco più alti i risultati alle regionali in Lombardia e Lazio (rispettivamente 0,7% e 1,1%), ma non sufficienti a guadagnare alcun seggio. Il cattivo risultato alle elezioni provoca le dimissioni del coordinatore Angelo Bonelli, formalizzate il 24 marzo 2018.
I Verdi otterranno a giugno un buon risultato ad Ancona (4,3% e un seggio) e la lista Davvero Verdi ad Avellino otterrà il 9,7% e tre seggi. In seguito alle elezioni regionali in Trentino-Alto Adige del 21 ottobre la Federazione dei Verdi ha riottenuto rappresentanza in Consiglio regionale, grazie all'elezione in Provincia autonoma di Trento di Lucia Coppola (candidata tra le liste di Futura 2018).
Tra il 1º e il 2 dicembre 2018 si tiene la XXXIV Assemblea Nazionale dei Verdi a Chianciano Terme, dove si elegge Elena Grandi e Matteo Badiali come nuovi coordinatori della Federazione dei Verdi, sostenuti da Angelo Bonelli e Luana Zanella, e sancisce inoltre l'uscita dei Verdi dalla coalizione di centro-sinistra.

### Confluenza in Europa Verde

#### Elezioni europee e regionali del 2019
In occasione delle elezioni del 26 maggio 2019 per il rinnovo del Parlamento europeo, i Verdi stringono inizialmente un'alleanza col movimento Italia in Comune di Federico Pizzarotti, successivamente naufragata per la decisione dello stesso Pizzarotti di sfilarsi dall'accordo e correre insieme a +Europa.
Il 5 aprile i Verdi aderiscono, assieme a Possibile alla lista Europa Verde. La lista otterrà il 2,29% pari a 609.652 voti (nel 2014 i Verdi erano allo 0,9% con 245.443 voti).
Alle elezioni regionali del 2019 i Verdi si presentano all'interno della coalizione di centrosinistra alle Basilicata e in Umbria raccogliendo rispettivamente l'1,90% e l'1,43% dei voti senza eleggere alcun consigliere regionale. Nel novembre 2019 il consigliere regionale emiliano Gian Luca Sassi (già 5 Stelle), aderisce ai Verdi. Sempre in Emilia Romagna i Verdi si presentano con la lista Europa Verde in vista delle elezioni regionali del 26 gennaio. Qui ottengono l'1,95% e confermano il seggio in consiglio regionale, stavolta occupato da Silvia Zamboni.

#### Elezioni regionali del 2020 e scioglimento
Le elezioni regionali del 20 e 21 settembre 2020 vedono i Verdi presentarsi a sostegno delle coalizioni di centrosinistra, eleggendo 4 consiglieri regionali rispettivamente in Valle d'Aosta, Veneto, Marche e Campania. Ad eccezione delle Marche, nelle restanti regioni al voto è stato utilizzato il simbolo di Europa Verde, in autonomia o in liste comuni con altre forze politiche.
Il 3 marzo 2021, grazie al simbolo dei Verdi, i deputati Rossella Muroni (ex Presidente di Legambiente, eletta con Liberi e Uguali) e Lorenzo Fioramonti (ex Ministro dell'istruzione, dell'università e della ricerca, eletto col Movimento 5 Stelle), insieme ad Alessandro Fusacchia (eletto con +Europa) passano al Gruppo misto e annunciano la costituzione della componente Facciamo ECO-Federazione dei Verdi, con l'autorizzazione del coordinatore Angelo Bonelli. Il 10 marzo vi aderiscono anche i deputati Andrea Cecconi e Antonio Lombardo, pure loro ex M5S.
L'11 luglio 2021, a seguito della strutturazione in partito da parte di Europa Verde, la Federazione dei Verdi vi confluisce e, dopo 34 anni di attività, si scioglie.

## Valori
È scritto nella "Dichiarazione sui principi ispiratori" della Federazione dei Verdi: L'ambiente è il mondo vitale del nostro pianeta, il sistema di relazioni fisiche e sociali che lega tra loro gli umani; le altre specie animali, la natura, le cose.
- Verde è chi assume la tutela dell'ecosistema come ragione della propria identità.
- Verde è chi vede nella crescita economica, imperniata sullo sfruttamento più intenso ed esteso della natura e del lavoro umano, la causa originaria dello stato di degrado del nostro pianeta.
- Verde è chi ritiene che le grandi migrazioni e il riprodursi di conflitti locali e di guerre regionali abbiano la loro radice nel crescente divario tra Nord sviluppato e Sud depresso, tra aree ricche e aree povere, tra mondi dell'opulenza e mondi della miseria.
- Verde è chi rifiuta ogni forma di razzismo e discriminazione.
- Verde è chi si adopera per la salvaguardia e in difesa dei diritti degli altri animali e fa propria la dichiarazione universale dei diritti degli animali approvata dall'UNESCO.
- Verde è chi si impegna per l'unità politica dell'Europa sulla base del federalismo democratico e del principio di sussidiarietà.

## Struttura
I Verdi nascono come un movimento a gestione collettiva. Solo dalla XVI Assemblea Nazionale si decise di creare la figura di un portavoce. A seguito della rifondazione del partito nel 2000, la figura del portavoce viene sostituita da un vero e proprio presidente. Nel 2008 la carica è stata sospesa e sostituita nuovamente da quella di portavoce senza alcuna alterazione di poteri e prerogative, ma col compito di gestire la transizione del partito dalla XXIX alla XXX Assemblea Nazionale dell'ottobre 2009.

### Presidente
- Grazia Francescato (25 luglio 1999 – 1º dicembre 2001)
- Alfonso Pecoraro Scanio (1º dicembre 2001 – 19 luglio 2008)
  - Grazia Francescato (carica sostituita temporaneamente da quella di portavoce, 19 luglio 2008 – 10 ottobre 2009)
- Angelo Bonelli (10 ottobre 2009 – 23 novembre 2013)

### Portavoce
- Gianni Francesco Mattioli (9 dicembre 1990 – 21 marzo 1993)
- Carlo Ripa di Meana (21 marzo 1993 – 24 novembre 1996)
- Luigi Manconi (24 novembre 1996 – 25 luglio 1999)
  - Vacante (25 luglio 1999 – 19 luglio 2008)
- Grazia Francescato (19 luglio 2008 – 10 ottobre 2009)
  - Vacante (10 ottobre 2009 – 23 novembre 2013)
- Angelo Bonelli & Luana Zanella (23 novembre 2013 – novembre 2015)
- Giobbe Covatta (novembre 2015 – 23 febbraio 2017)
  - Vacante (23 febbraio 2017 – 1º dicembre 2018)
- Elena Grandi & Matteo Badiali (1º dicembre 2018 – 10 luglio 2021)

### Coordinatore dell'esecutivo
- Angelo Bonelli (2 dicembre 2001 – 25 luglio 2004)
- Paolo Cento (25 luglio 2004 – 12 novembre 2006)
- Massimo Fundarò (12 novembre 2006 – 10 ottobre 2009)
- Angelo Bonelli (novembre 2015 – 23 febbraio 2017)
- Angelo Bonelli & Fiorella Zabatta (23 febbraio 2017 – novembre 2017)
- Angelo Bonelli & Luana Zanella & Gianluca Carrabs (novembre 2017 – 24 marzo 2018)
- Luana Zanella & Gianluca Carrabs (24 marzo 2018 – 1º dicembre 2018)
- Angelo Bonelli (gennaio 2019 – 10 luglio 2021)

### Presidente del Consiglio federale
- Franco Corleone (25 aprile 1993 – 11 gennaio 1997)
- Massimo Scalia (11 gennaio 1997 – 25 luglio 1999)

### Presidenti dei gruppi parlamentari

#### Camera dei deputati
- Laura Cima (9 dicembre 1990 – 9 gennaio 1991), vice: Alessandra Cecchetto Coco & Franco Russo
- Massimo Scalia (9 gennaio 1991 – 22 aprile 1992), vice: Anna Donati & Annamaria Procacci
- Francesco Rutelli (6 maggio 1992 – 22 luglio 1993), vice: Edoardo Ronchi & Lino De Benetti
- Gianni Francesco Mattioli (23 luglio 1993 – 14 aprile 1994), vice: Edoardo Ronchi & Lino De Benetti
- Gianni Francesco Mattioli (5 maggio 1994 – 8 maggio 1996)[72]
- Mauro Paissan (15 maggio 1996 – 14 marzo 2001)[73]
- Alfonso Pecoraro Scanio (2001 – 2006, componente Verdi del Gruppo misto presieduto da Marco Boato)
- Angelo Bonelli (5 maggio 2006 – 18 maggio 2006)[74]
- Angelo Bonelli (18 maggio 2006 – 28 aprile 2008), vice: Luana Zanella

#### Senato della Repubblica
- Franco Corleone (9 dicembre 1990 – 22 aprile 1992)
- Carla Rocchi (1º novembre 1992 – 14 aprile 1994)[75]
- Edoardo Ronchi (21 aprile 1994 – 8 maggio 1996)[76]
- Edoardo Ronchi (16 maggio 1996 – 22 maggio 1996), vice: Maurizio Pieroni
- Maurizio Pieroni (22 maggio 1996 – 29 maggio 2001), vice: Stefano Semenzato
- Stefano Boco (6 giugno 2001 – 27 aprile 2006), vice: Natale Ripamonti
- Natale Ripamonti (3 maggio 2006 – 28 aprile 2008)[77]

#### Parlamento europeo (1989–2009)
- Alexander Langer (9 dicembre 1990 – 1994)
- Gianni Tamino (1994 – 1999)
- Giorgio Celli (1999 – 2004)
- Monica Frassoni (2004 – 14 luglio 2009)

## Nelle istituzioni

### Camera dei deputati
- Gruppo Verde

| X legislatura |
| ------------- |
| 13 deputati   |

- Gruppo Verde

| XI legislatura |
| -------------- |
| 16 deputati    |

- Gruppo Progressisti - Federativo

| XII legislatura |
| --------------- |
| 11 deputati     |

- Gruppo misto

| XIII legislatura |
| ---------------- |
| 14 deputati      |

- Gruppo misto

| XIV legislatura |
| --------------- |
| 8 deputati      |

- Gruppo Verdi

| XV legislatura |
| -------------- |
| 15 deputati    |

### Senato
- Gruppo misto

| X legislatura |
| ------------- |
| 2 senatori    |

- Gruppo Verdi - La Rete

| XI legislatura |
| -------------- |
| 4 senatori     |

- Gruppo Progressisti - Verdi - La Rete

| XII legislatura |
| --------------- |
| 7 senatori      |

- Gruppo Verdi - L'Ulivo

| XIII legislatura |
| ---------------- |
| 14 senatori      |

- Gruppo Verdi - L'Unione

| XIV legislatura |
| --------------- |
| 8 senatori      |

- Gruppo IU - Verdi - Comunisti Italiani

| XV legislatura |
| -------------- |
| 6 senatori     |

### Parlamento europeo
- Gruppo Verde

| IV legislatura |
| -------------- |
| 3 eurodeputati |

- Gruppo Verdi/ALE

| V legislatura  |
| -------------- |
| 2 eurodeputati |

- Gruppo Verdi/ALE

| VI Legislatura |
| -------------- |
| 2 eurodeputati |

### Governi
- Governo Ciampi
- Governo Dini (appoggio esterno)
- Governo Prodi I
- Governo D'Alema I
- Governo D'Alema II
- Governo Amato II
- Governo Prodi II

## Fusioni e scissioni
- 9 dicembre 1990 la Federazione delle Liste Verdi si unì ai Verdi Arcobaleno per dar vita alla Federazione dei Verdi.
- 1992 una parte della Federazione dei Verdi si distaccò dal gruppo dando vita ai Verdi Federalisti guidata da Laura Scalabrini (dissolto de facto nel 2006).
- 17 gennaio 2007 una parte della Federazione dei Verdi si distaccò dal gruppo dando vita agli Ecologisti per l'Ulivo (confluito in L'Ulivo).[78]
- 8 novembre 2009 una parte della Federazione dei Verdi si distaccò dal gruppo dando vita all'Associazione Ecologisti guidata da Loredana De Petris (confluito in Sinistra Ecologia e Libertà).
- 23 aprile 2010 – una parte della Federazione dei Verdi si distaccò dal gruppo dando vita all'Alleanza Ecologica per l'Italia guidati da Camillo Piazza, Palmiro Manco e Diego Tommasi (confluito in Alleanza per l'Italia)[79][80]

## Risultati elettorali
| Elezione       | Elezione     | Voti                            | %                               | Seggi    |
| -------------- | ------------ | ------------------------------- | ------------------------------- | -------- |
| Politiche 1992 | Camera       | 1.093.995                       | 2,79                            | 16 / 630 |
| Politiche 1992 | Senato       | 1.022.558                       | 3,08                            | 4 / 315  |
| Politiche 1994 | Camera       | 1.047.268                       | 2,70                            | 11 / 630 |
| Politiche 1994 | Senato       | In Alleanza dei Progressisti    | In Alleanza dei Progressisti    | 7 / 315  |
| Europee 1994   | Europee 1994 | 1.047.681                       | 3,19                            | 3 / 87   |
| Politiche 1996 | Camera       | 938.665                         | 2,50                            | 14 / 630 |
| Politiche 1996 | Senato       | Ne L'Ulivo                      | Ne L'Ulivo                      | 14 / 315 |
| Europee 1999   | Europee 1999 | 548.987                         | 1,75                            | 2 / 87   |
| Politiche 2001 | Camera       | Ne Il Girasole/L'Ulivo          | Ne Il Girasole/L'Ulivo          | 8 / 630  |
| Politiche 2001 | Senato       | L'Ulivo                         | L'Ulivo                         | 8 / 315  |
| Europee 2004   | Europee 2004 | 802.502                         | 2,46                            | 2 / 78   |
| Politiche 2006 | Camera       | 784.803                         | 2,06                            | 15 / 630 |
| Politiche 2006 | Senato       | In Insieme con l'Unione         | In Insieme con l'Unione         | 6 / 315  |
| Politiche 2008 | Camera       | In La Sinistra l'Arcobaleno     | In La Sinistra l'Arcobaleno     | 0 / 630  |
| Politiche 2008 | Senato       | In La Sinistra l'Arcobaleno     | In La Sinistra l'Arcobaleno     | 0 / 315  |
| Europee 2009   | Europee 2009 | In Sinistra e Libertà           | In Sinistra e Libertà           | 0 / 72   |
| Politiche 2013 | Camera       | In Rivoluzione Civile           | In Rivoluzione Civile           | 0 / 630  |
| Politiche 2013 | Senato       | In Rivoluzione Civile           | In Rivoluzione Civile           | 0 / 315  |
| Europee 2014   | Europee 2014 | In Verdi Europei - Green Italia | In Verdi Europei - Green Italia | 0 / 73   |
| Politiche 2018 | Camera       | In Italia Europa Insieme        | In Italia Europa Insieme        | 0 / 630  |
| Politiche 2018 | Senato       | In Italia Europa Insieme        | In Italia Europa Insieme        | 0 / 315  |
| Europee 2019   | Europee 2019 | In Europa Verde                 | In Europa Verde                 | 0 / 76   |

## Assemblee nazionali
- Castrocaro, 9 dicembre 1990 - Assemblea Nazionale costitutiva della Federazione dei Verdi[81]
- Roma, 6-8 dicembre 1991 - XIV Assemblea Nazionale dei Verdi/I sessione - L'appuntamento con il futuro: la conversione ecologica della società, dell'economia, della politica
- Chianciano Terme, 17-19 gennaio 1992 - XIV Assemblea Nazionale dei Verdi/II sessione
- San Benedetto del Tronto, 29-31 maggio 1992 - XV Assemblea Nazionale della Federazione dei Verdi
- Sorrento, 5-8 dicembre 1992 - XVI Assemblea Nazionale della Federazione dei Verdi
- Montegrotto Terme, 19-21 marzo 1993 - XVII Assemblea Nazionale dei Verdi - Il non partito che c'è
- Riccione, 4-6 febbraio 1994 - XVIII Assemblea Nazionale dei Verdi
- Forte dei Marmi, 17-19 marzo 1995 - XIX Assemblea Nazionale Federale dei Verdi
- Roma, 26-28 gennaio 1996 - XX Assemblea Nazionale della Federazione dei Verdi
- Roma, 22-24 novembre 1996 - XXI Assemblea Nazionale della Federazione dei Verdi - Crescere Verdi: le radici del futuro, la sfida del governo
- Fiuggi, 18-19 aprile 1998 - XXII Assemblea Nazionale della Federazione dei Verdi - Verso la casa Verde: Ambiente, Diritti, Europa
- Montecatini Terme, 12-14 marzo 1999 - XXIII Assemblea Nazionale della Federazione dei Verdi - Una forza europea, per un'Europa più verde
- Roma, 23-25 luglio 1999 - XXIV Assemblea Nazionale Straordinaria della Federazione dei Verdi - Costituente Verde: per un nuovo inizio
- Chianciano Terme, 21-23 gennaio 2000 - Assemblea Costituente - I nuovi verdi: diamo un sorriso al futuro
- Chianciano Terme, 30 novembre-2 dicembre 2001 - XXVI Assemblea Nazionale - Ambiente, pace, libertà. Il valore della differenza dal no global al new global
- Roma, 24-25 luglio 2004 - XXVII Assemblea Nazionale - I colori del futuro: la proposta ecologista e civica per l'alternativa di programma e di governo
- Fiuggi, 10-12 novembre 2006 - XXVIII Assemblea Nazionale - L'energia del cambiamento
- Chianciano Terme, 18-20 luglio 2008 - XXIX Assemblea Nazionale
- Fiuggi, 9-11 ottobre 2009 - XXX Assemblea Nazionale
- Chianciano Terme, 14-15 gennaio 2012 - XXXI Assemblea Nazionale - Ecologia, legalità, partecipazione, beni comuni. Una nuova Italia
- Chianciano Terme, 23-24 novembre 2013 - XXXII Assemblea Nazionale - Il futuro è verde
- Chianciano Terme, novembre 2015 - XXXIII Assemblea Nazionale
- Chianciano Terme, 1-2 dicembre 2018 - XXXIV Assemblea Nazionale

## Simboli

Logo della Federazione dei Verdi
Logo della Federazione dei Verdi (2004-2008)
Logo della lista Insieme con l'Unione
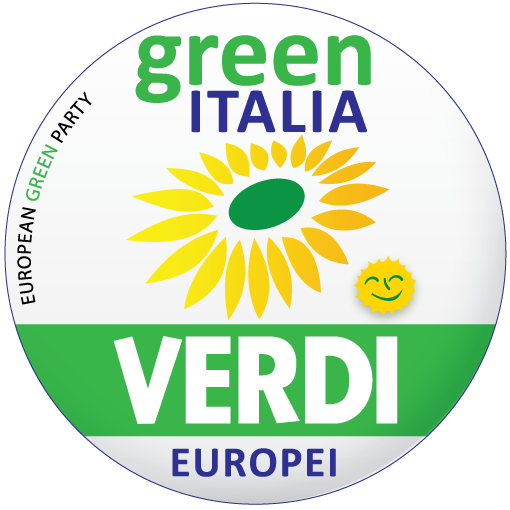
Logo della lista Verdi Europei - Green Italia
Logo di Europa Verde